# Lycée Jacques-Cartier
Pour les articles homonymes, voir Jacques Cartier (homonymie).
Le lycée Jacques-Cartier est un lycée public de Saint-Malo, dont le nom vient de l'explorateur malouin Jacques Cartier.
Sa particularité est un parc boisé et une malouinière du XVIIIe siècle abritant les bureaux de la Direction.

## La malouinière de la Balue[1]
C'est aux alentours de 1715, sur l'ancienne commune de Saint-Servan, que Luc Magon a bâti cette malouinière selon un plan similaire à celui de la Chipaudière, à l'emplacement de la métairie de la Blinais que son épouse Hélène Porée lui a apportée en dot.
Après sa démolition par les combats de la Seconde Guerre mondiale, elle fut reconstruite fidèlement à l'original, avant d'accueillir le lycée en 1958.

## La construction et le développement du lycée
Le lycée a été construit en 1958 aux côtés de la malouinière de la Balue. Il comportait alors à l'enseignement (bâtiments 1 à 3) en sus de la malouinière. En outre, il jouissait également d'un gymnase équipé initialement d'installations destinées à la danse ; mais aussi d'une annexe du bâtiment destiné à l'administration et accueillant infirmerie et intendance ainsi qu'un bâtiment voisin qui sert de self. À sa création, le lycée était un lycée destiné uniquement aux filles.
Par la suite, le lycée s'est enrichi d'un bâtiment destiné à l'enseignement professionnel (aujourd'hui appelé Bâtiment 5) ; et d'une extension construite dans les années 1980 de la section vouée à l'enseignement général et technologique, le bâtiment 4. Ce dernier accueille aujourd'hui de nombreuses salles informatiques, les salles de permanence et le centre de documentation et d'information.
En 2005, a également été réceptionné un nouveau bâtiment de restauration, accueillant également les locaux techniques du lycée conçu sous les traits de l'architecte Jean-Marie Van Haecke.
En 2013, un nouveau bâtiment destiné à l'enseignement scientifique (sciences de la Vie et de la Terre et sciences physiques et chimiques) répondant aux normes BBC est inauguré, et nommé bâtiment 6.

## Enseignements du Lycée
Le lycée Jacques-Cartier est un lycée public polyvalent. Il propose les enseignements de spécialités suivants : Arts : arts plastiques, Numérique et  sciences informatiques, Histoire-géographie géopolitique et sciences politiques, Humanités littérature et philosophie, LLCER anglais, Mathématiques, Physique-chimie, Sciences de la vie et de la Terre, Sciences économiques et sociales, LLCER anglais - monde contemporain.
Il propose également à ses lycées une filière technologique (STMG) et une filière professionnelle, dispensant des cours dans les spécialistes Vente, Commerce et Gestion Administration. Par ailleurs, il propose également dans l'enseignement supérieur un BTS MUC (management des unités commerciales) en formation initiale, mais aussi en formation continue en lien avec le GRETA EST-BRETAGNE.
Il propose également aux élèves issus des filières générales une section européenne (option comprenant une heure de langue - anglais ou espagnol - supplémentaire par semaine ainsi que l'enseignement d'une Discipline Non Linguistique dans la langue choisie à l'inscription en section européenne, là encore une heure de plus par semaine), mais aussi plusieurs enseignements artistiques (Théâtre et Arts Plastiques essentiellement).
Enfin, l'établissement est le seul sur le bassin malouin à proposer une préparation au concours commun des instituts d'études politiques. À ce titre, il est également possible pour les élèves issus d'autres établissements publics du bassin malouin (incluant ceux en provenance du lycée dinannais). Cette préparation se fait là encore, en plus des heures de cours prévues dans le cadre de l'enseignement obligatoire, et se déroule le Samedi matin. Les cours, dispensés par des professeurs supplémentaires, comprennent des heures d'Histoire-Géographie, de Langue (anglais et espagnol étaient proposés sur l'année scolaire 2014-2015), de philosophie et de culture générale (comprenant un cours d'arts plastiques et de sociologie). Cette préparation a permis à trois élèves issus de la filière Économique et Sociale d'intégrer SciencesPo Rennes (2 personnes) et SciencesPo Paris (1 personne) en juin 2015.

## Classement du Lycée
En 2024, le lycée se classe 31e sur 38 au niveau départemental quant à la qualité d'enseignement, et 1130e au niveau national. Le classement s'établit sur trois critères : le taux de réussite au bac, la capacité à faire progresser les élèves et le taux d'accès au bac.

## Vie lycéenne
En 2005, le lycée comptait 1 600 élèves.
Tous les ans depuis 2004, il accueille le Fetlyf, acronyme de Festival européen du théâtre lycéen francophone. Organisé par une association loi 1901 composée d'élèves du lycée, ce festival rassemble des lycéens venus de toute l'Europe autour d'une passion commune : le théâtre.

### Sources
1. ↑  [PDF] Les malouinières : les maisons des champs, sur le site de l'académie de Rennes.
2. 1 2  « Classement national du lycée », sur Le Figaro, 20 mars 2024 (consulté le 8 avril 2024)
3. ↑  « Classement des meilleurs lycées (généraux et technologiques) - Page 2 - L'Etudiant », sur www.letudiant.fr (consulté le 8 avril 2024)